# Vaijapur
Vaijapur é uma cidade  no distrito de Aurangabad, no estado indiano de Maharashtra.

## Geografia
Vaijapur está localizada a 19° 55′ N, 74° 44′ L. Tem uma altitude média de 514 metros (1686 pés).

## Demografia
Segundo o censo de 2001, Vaijapur tinha uma população de 37,002 habitantes. Os indivíduos do sexo masculino constituem 52% da população e os do sexo feminino 48%. Vaijapur tem uma taxa de literacia de 70%, superior à média nacional de 59.5%: a literacia no sexo masculino é de 77% e no sexo feminino é de 62%. Em Vaijapur, 14% da população está abaixo dos 6 anos de idade.